# Castillo de San Jaime
El Castillo de San Jaime  es un monumento del municipio de Cadaqués de la comarca catalana de la Alto Ampurdán en la provincia de Gerona declarado Bien cultural de interés nacional. 

## Historia
Aunque no se conoce bien su origen, es probable que fuera edificado durante el siglo XVII y destruido y rehecho en épocas posteriores. Parece que la torre no tenía funciones defensivas sino únicamente de vigilancia y señalización.
La construcción actual pertenece al siglo XIX. Según el autor Pascual Madoz, la fortificación fue destruida por los ingleses y vuelta a edificar por los franceses durante las guerras napoleónicas.
El llamado castillo de las Cruces o de San Jaime ha sido entendido muchas veces como el castillo de Cadaqués; pero en realidad se trata de una construcción de marcado carácter militar. Según Madoz, servía como fortaleza para defensa.

## Descripción
Está situado en el cerro de las Tres cruces o de San Jaime, en el noreste del casco antiguo de la población.
Se trata de una pequeña fortaleza con una posición dominante sobre la Bahía de Cadaqués, con el aspecto de una gran torre. La construcción presenta una planta cuadrada con cuatro pequeños cuerpos adosados, también cuadrados, y que sobresalen formando baluartes. La entrada al conjunto se da mediante estas edificaciones, a través de una puerta de arco escarcero. Dos muros conservan el coronamiento de almenas triangulares, mientras que en los otros sectores sólo se puede ver el tejado totalmente derrumbado. Hay tres niveles de pequeñas aspilleras y alguna ventana, hechas de ladrillos. El tipo de paramento está constituido con cascotes de pizarra y mortero.
El edificio consta de planta irregular, en origen formado por tres cuerpos adosados, dispuestos alrededor de un patio rectangular delimitado por un muro de cierre por el lado de levante. El cuerpo de poniente presenta la cubierta de dos vertientes, mientras que el de mediodía está cubierto por una terraza. Ambos están 